# 海龙大厦
39°59′00″N 116°18′56″E / 39.9833404°N 116.3154419°E
海龙大厦是北京市海淀区中关村的一座写字楼，1999年12月在海淀区供销社原址地块建成，其1层至6层曾为大型电子市场海龙电子城，1999年12月18日开业，2016年7月7日结业，7至18层大部分为写字楼。

## 历史

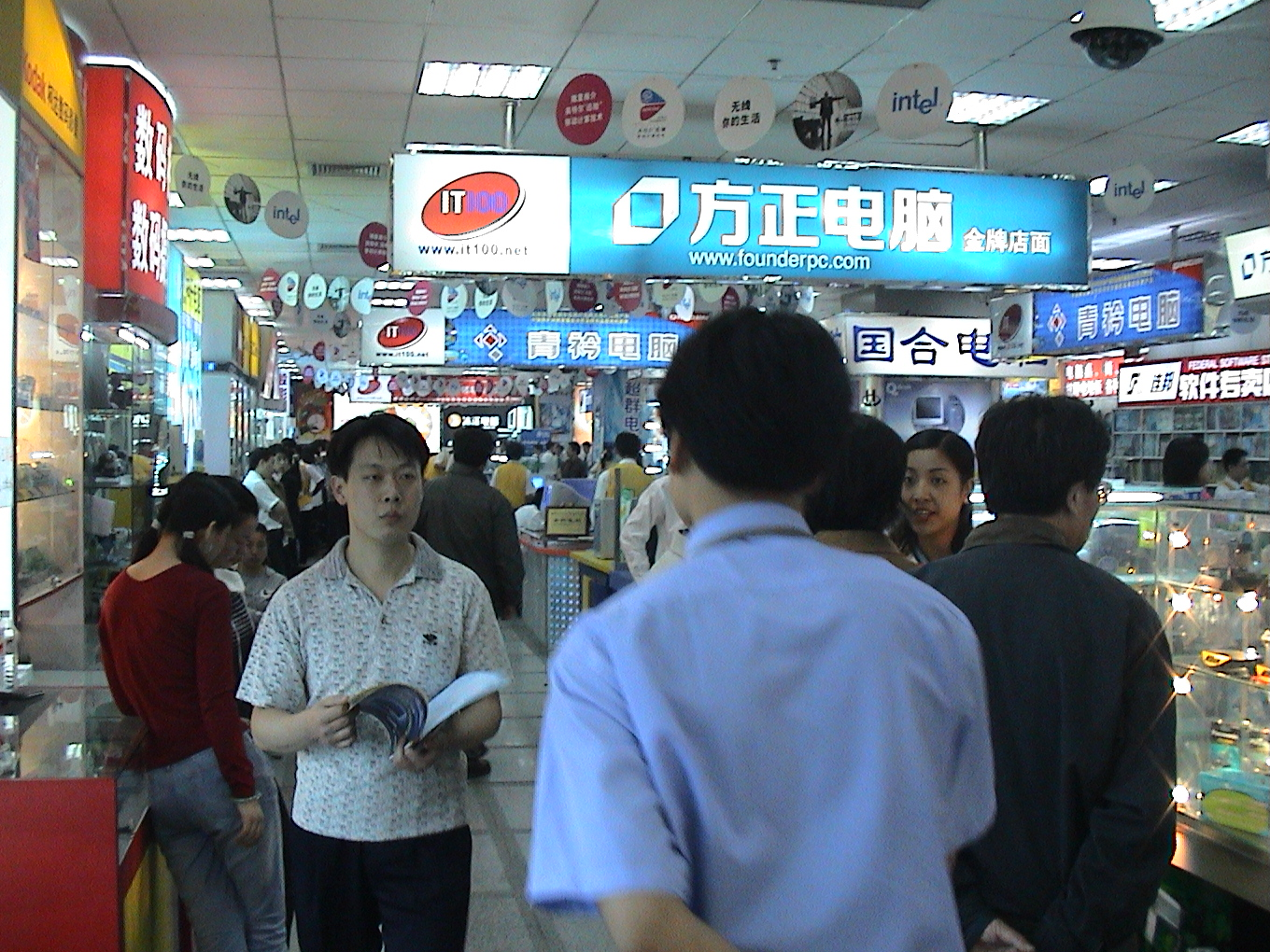
海龙电子城内部（2003年）

海龙大厦所在的中关村大街1号最初为海淀区供销合作社。1995年12月18日，海淀区供销社以供销社资产为依托组建了北京市海龙商贸集团。
1998年3月29日，海龙大厦在供销社原址开工，1998年12月21日封顶，总面积7.3万平方米，是原来海淀区供销合作社大厦的26倍。1999年5月18日，海龙电子城开始招商，同年12月18日开业，使得中关村结束以小型电子市场为主的格局，形成海龙、硅谷、太平洋电子卖场“老三强”鼎立的局面。
随着2003年海龙北侧鼎好电子商城的开业，海龙与鼎好形成对峙局面。2004年10月，海龙大厦外墙开始安装大型广告牌，2005年曾进行内部改造，但是客流仍然不及预期，且宰客现象频出，更沦为“骗子”的代名词，此后以海龙为代表的传统IT卖场更逐渐丧失竞争优势。2009年7月20日，海淀区政府发布《关于加快推进中关村西区业态调整的通告》，规定“根据中关村西区功能定位，不鼓励电子卖场、商场（店）、购物中心、餐饮等业态在本区域内发展”，海龙大厦、鼎好电子城等建筑按照海淀区政府相关人员的说法“将用作新技术新产品交易及展示区”。
2010年，海龙大厦写字楼开始引入高新技术企业。此后由于电子商务的进一步冲击，中关村的电子卖场于2011年起相继关闭。2014年10月，海龙大厦等地被中关村管委会和海淀区政府确立为智能硬件集聚区孵化基地和加速器。2015年3月，海龙大厦2层摊位清退，改为“中关村智能硬件创新中心”。2016年7月7日，海龙电子城正式停业，6至18层写字楼正常经营。